# Font del Fonoll
La Font del Fonoll es troba al Parc de la Serralada Litoral, la qual inspirà Narcís Perich per a compondre la seua cançó La Font del Fonoll.

## Descripció
L'antiga font brollava al peu d'un magnífic plàtan, de capçada baixa, espessa i arrodonida, que encara hi és. La font actual, moderna, està desplaçada uns metres respecte a l'arbre. Es tracta d'una estructura d'obra vista de maons, de proporcions agradables, que queda desmerescuda per un broc excessivament senzill. L'entorn és agradable i ombrívol, amb diversos bancs i taules de fusta, encara que la font no sembla rajar gaire sovint.